# Boyania ayangannae
Boyania ayangannae är en tvåhjärtbladig växtart som beskrevs av John Julius Wurdack. Boyania ayangannae ingår i släktet Boyania och familjen Melastomataceae. Inga underarter finns listade i Catalogue of Life.